# Twyford (Norfolk)
Twyford is een civil parish in het bestuurlijke gebied Breckland, in het Engelse graafschap Norfolk met 26 inwoners.